# Васильевский сельсовет (Октябрьский район)
Васильевский сельсовет — сельское поселение в Октябрьском районе Оренбургской области Российской Федерации.
Административный центр — село Васильевка.

## История
9 марта 2005 года в соответствии с законом Оренбургской области № 1921/358-III-ОЗ образовано сельское поселение Васильевский сельсовет, установлены границы муниципального образования.

## Население
| 2010 | 2012 | 2013 | 2014 | 2015 | 2016 | 2017 |
| ---- | ---- | ---- | ---- | ---- | ---- | ---- |
| 488  | ↗516 | ↗521 | ↘508 | ↗514 | ↘507 | ↘497 |
| 2018 | 2019 | 2020 | 2021 |      |      |      |
| ↘490 | ↘479 | ↘457 | ↘447 |      |      |      |

## Состав сельского поселения
| № | Населённый пункт | Тип населённого пункта       | Население |
| - | ---------------- | ---------------------------- | --------- |
| 1 | Васильевка       | село, административный центр | ↘447      |